# Peltuinum
Peltuinum è un'antica città italica dei Vestini, il cui sito archeologico, che si trova negli attuali comuni di Prata d'Ansidonia e di San Pio delle Camere, in provincia dell'Aquila, è stato dichiarato monumento nazionale nel 1902.

## Geografia
Il sito si trova a circa 30 km a est dell'Aquila, a pochi chilometri dalla SS 17 quasi al centro di una conca intramontana definita a nord dal massiccio del Gran Sasso, a sud-est da quello della Maiella, e a sud-ovest dal Sirente. La città sorge su una formazione collinare emergente, residuale di un bacino lacustre prosciugatosi naturalmente.

## Storia

### Origini e periodo vestino
La scelta del sito da parte dei Vestini è facilmente comprensibile osservando l'ampia disponibilità all'edificazione offerta dal luogo e la possibilità di facile difesa offerta dalla conformazione del suolo: i lati nord e sud presentavano pendii ripidi e ben distaccati mentre i versanti est ed ovest offrivano un minore e più dolce dislivello verso la piana per un più agevole raccordo tra viabilità locale e territoriale, quest'ultima costituita dal Tratturo L'Aquila-Foggia che costituirà l'asse principale dell'insediamento. Non certo ultimo fattore di scelta fu la facilità dell'approvvigionamento idrico, dovuta ad una falda acquifera, affiorante proprio nell'area centrale del pianoro, collegata ad una vena le cui sorgenti puntualizzano con frequenza il tratto vestino del percorso transumante.
Le tracce archeologiche della presenza vestina sul pianoro sono varie. Una necropoli, indagata per ora solo parzialmente all'esterno del circuito murario romano, ha restituito tombe inquadrabili cronologicamente dal VII secolo a.C. al I secolo d.C. Nelle vicinanze, ma all'interno delle mura, è stata rinvenuta un'altra area sepolcrale certamente precedente all'impianto della città romana.
Un blocco di pietra, rinvenuto nell'area del complesso templare-forense, pertinente ad un livello sottostante il piano romano, mostra una lavorazione ad incasso a forma di H, per ospitare una struttura lignea, collegato da un foro ad una vaschetta circolare. Questo tipo di manufatto sembra essere una peculiarità della cultura vestina, dal momento che sono ne sono stati rinvenuti nel territorio diversi esemplari.

### Età romana
La fondazione di Peltuinum secondo i canoni urbanistici romani si colloca alla metà del I secolo a.C., in un periodo di riorganizzazione amministrativa e finanziaria dell'Italia, che si conclude con l'accentramento del potere nelle mani di Ottaviano Augusto. Nel centro dell'Italia, in area vestina, si costituisce dunque un polo urbano di riferimento per un nuovo assetto del territorio con finalità sia per lo sfruttamento agricolo locale sia ad ampio raggio per la regolamentezione del transito delle greggi. Era questo uno dei settori industriali verso cui si stava volgendo l'interesse dell'Imperatore.
Al volgere del I secolo d.C. si riferisce la sistemazione dell'area urbana, con la costruzione di una cinta muraria e di un'area monumentale di cui gli scavi hanno finora riportato in luce un tempio, affacciato sull'area forense, ed un teatro.
Nel 47 d.C. sotto l'Imperatore Claudio il tratturo L'Aquila-Foggia, dalla Sabina verso i centri di mercato di Arpi e Lucera, venne strutturato come via Claudia Nova, con la conseguente monumentalizzazione del tratto che attraversava l'abitato.

### Età tardoantica e medievale
Le fonti antiche ricordano un forte terremoto che nel V secolo dovette interessare Roma come anche gran parte dell’Italia centrale. I dati di scavo inducono a individuare nel sisma del 443 l’evento che ha provocato la defunzionalizzazione della città romana di Peltuinum. La popolazione iniziò ad abbandonare la città, anche a causa delle guerre che segnavano sempre di più la debolezza dell’Impero. In questo clima di incertezza la comunità si spostò verso zone più difendibili, che andranno a costituire poi dei borghi ancora oggi visibili. Dal V secolo in poi sono testimoniate azioni ripetute di spoliazioni degli edifici principali della città. Molto materiale è rintracciabile nelle murature delle chiese e nei castelli di Prata d’Ansidonia, Castelnuovo, Bominaco e, in particolare, nella chiesa di San Paolo. Situazioni che trovano complessiva corrispondenza con gli scavi della Soprintendenza condotti presso il teatro di Amiternum.
Durante la guerra greco-gotica il territorio di Peltuinum, come quello della vicina Alba Fucens, furono sedi di accampamenti bizantini del generale Belisario; questo passaggio greco diede origine al nome Sitonia, dal greco antico σιτόν, sitón (lett.: campo di grano), attribuito a depositi di derrate alimentari che furono necessari per il mantenimento delle truppe durante l'inverno.

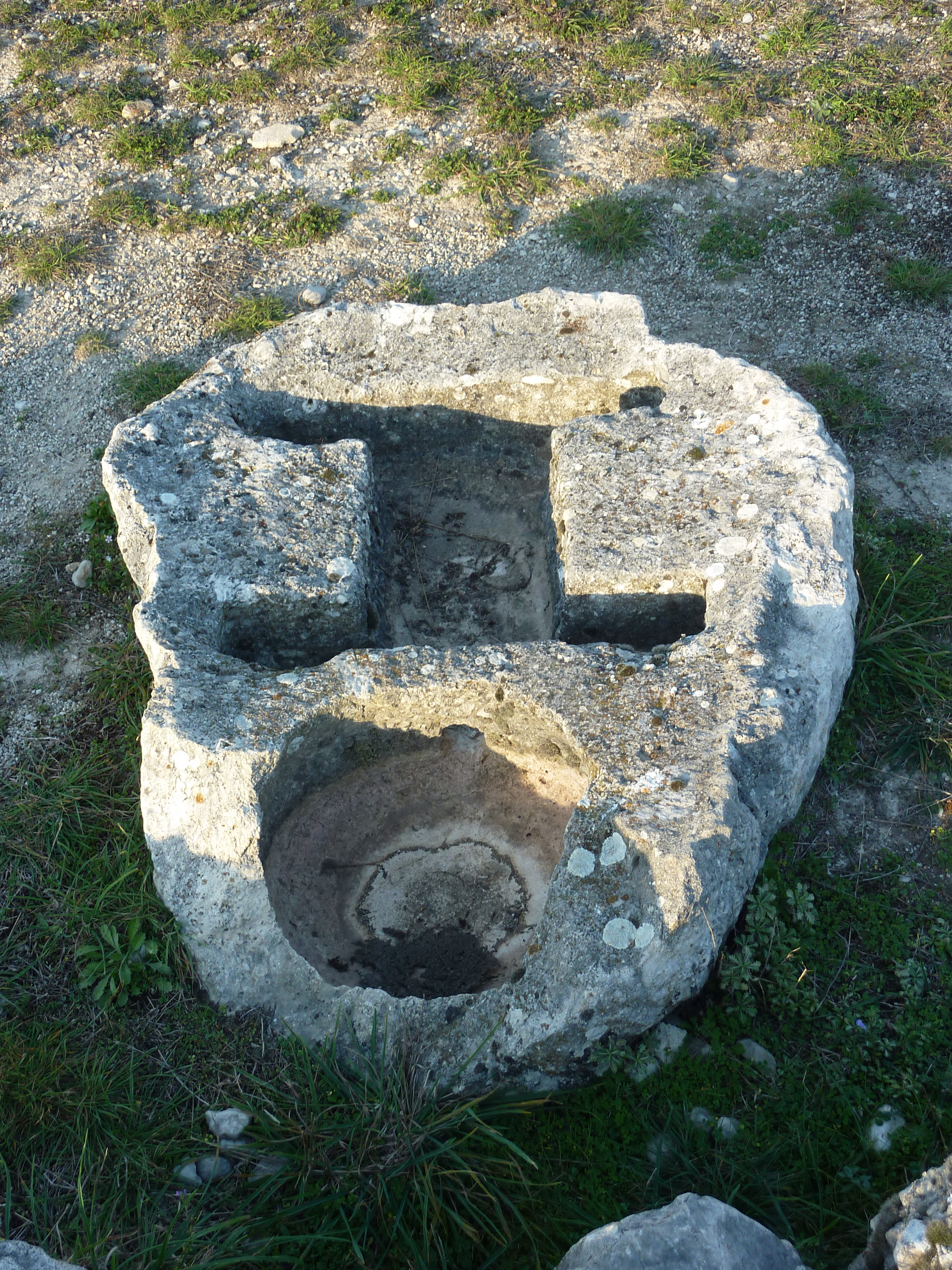
Il monolito con incasso di Peltuinum, tipico dell'area vestina

Nel 787 è attestata la presenza di uno sculdascio, un alto funzionario longobardo, nella curtis di Sant'Angelo a Peltino, a riprova dell'insediamento di aristocratici germanici nella zona. Nell'887 la Corte di Sant'Angelo è possesso del Monastero benedettino di Farfa.
Nel 1118 Peltino è pertinenza del monastero di San Pietro della Valle Tritense, di cui oggi resta la sola l'abbazia di San Pietro ad Oratorium.

## Scavi archeologici
I primi scavi risalgono al 1983 e al 1985. Essi furono condotti sotto la supervisione del Professor Paolo Sommella, allora docente di Urbanistica Antica della Sapienza Università di Roma. Le indagini sul campo vennero effettuate con la collaborazione della Soprintendenza Archeologica d'Abruzzo, della Comunità Montana della Piana di Navelli ed altri Enti locali.
Con le prime ricerche sul campo venne indagata l’area pubblica della città romana costituita dal tempio forense e dal teatro. Sotto la direzione di Adele Campanelli (Soprintendenza Archeologica d’Abruzzo) tra il 1986 e il 1996 vennero effettuati restauri e opere di consolidamento che riguardarono soprattutto il tratto occidentale delle mura, la porta ovest, il tempio e la porticus, una piccola parte del teatro nonché il fortilizio medievale.
Di nuovo sotto la direzione del Prof. Sommella a partire dal 2000, le ricerche nell’area archeologica sono state riprese nell’ambito di un progetto europeo. Dal 2001 lo scavo didattico e la ricerca sono diretti dalla Prof.ssa Luisa Migliorati (Sapienza Università di Roma). Nel 2009 la Soprintendenza d’Abruzzo ha intrapreso una campagna di scavo nell’area della necropoli pre-romana fuori dalle mura della città.

## L'area archeologica
Peltuinum si estende su un pianoro ad una quota superiore di almeno 100 m dall'altopiano circostante. L'area fortificata raggiunge una superficie di circa 26 ha. L'intero centro è segnato dal passaggio da est a ovest dalla Claudia Nova, oggi poco più che un sentiero, che costituiva l'asse portante del centro urbano.

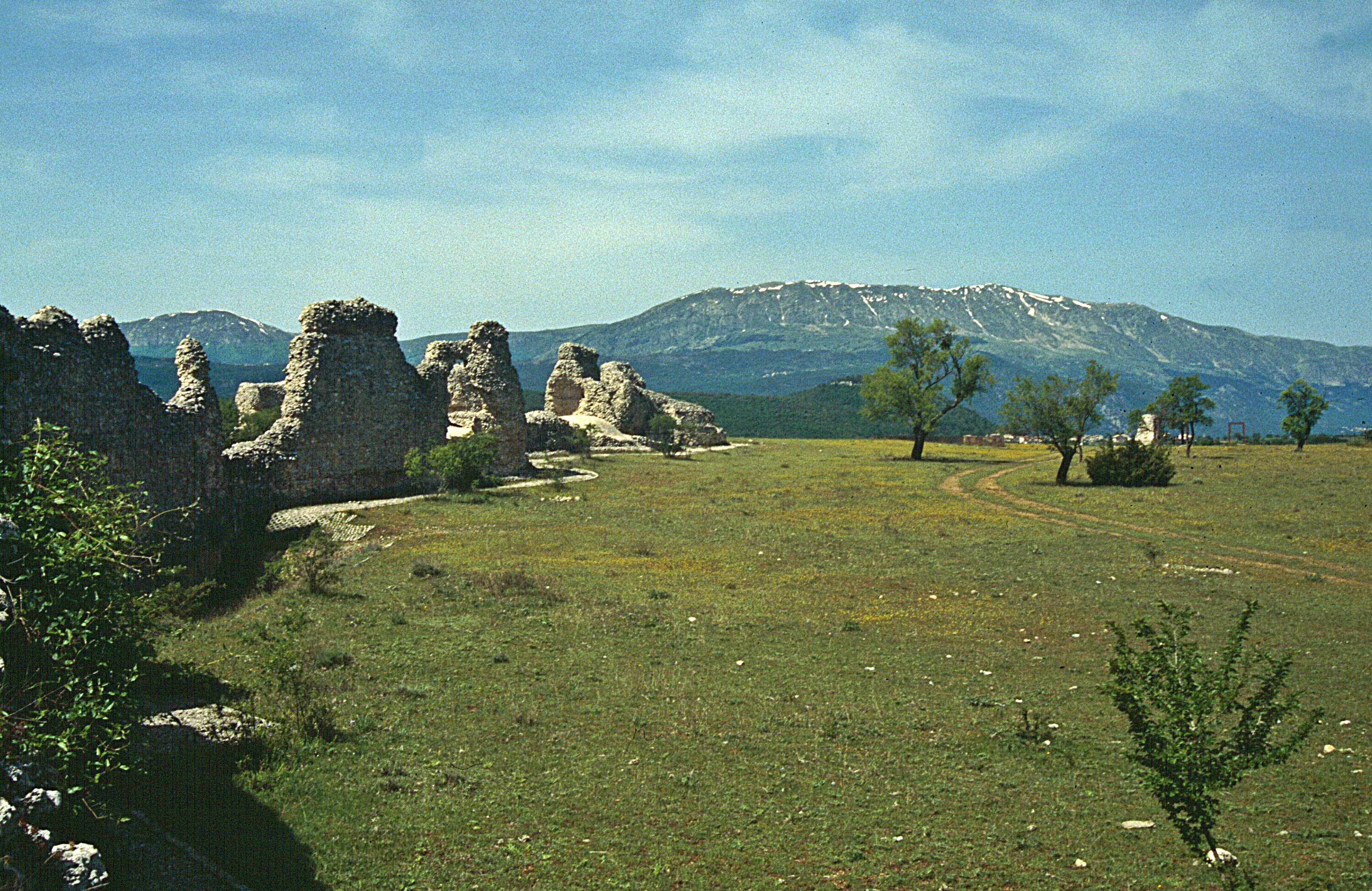
Le mura di Peltuinum

### Mura e porta ovest
Le mura sono costruite lungo il ciglio del pendio. La tecnica edilizia per la messa in opera è costituita da uno zoccolo in opera incerta cui si affianca nelle torri una muratura a blocchi e blocchetti. Tutto il materiale è di provenienza locale. Sul percorso difensivo a nord-ovest è possibile leggere un numero maggiore di torri lungo il tratto meno ripido del pianoro: tre ad ovest, due delle quali a protezione della porta.
La porta ovest a doppio fornice è l'unica che si conserva. Questa infatti mantenne anche dopo l'età romana la funzione di varco di controllo per il passaggio del bestiame. Tra le torri è attestato uno spazio, ricavato successivamente all'età romana, per gli uffici doganali. La funzione di dogana si mantenne per secoli tanto che dalle fonti medievali è attestato un cambio di toponimo dell'area abitata in Ansidonia, derivato dal latino ansarium, che significa per l'appunto, dazio.

### Sepolcro monumentale
Provenendo dall'Aquila, il primo monumento romano che si incontra è quello del sepolcro monumentale, costruito lungo la via Claudia Nova, a pochi metri dalla porta ovest. Nell'area intorno è stata scavata una necropoli databile dall'VIII secolo a.C. al I secolo d.C.

### Cisterne
Sul pianoro si conservano i resti di due cisterne: la prima si trova vicino alla porta ovest, lungo il tracciato della via Claudia Nova; la seconda all'interno dell'area monumentale, in prossimità del complesso forense.

### Tempio

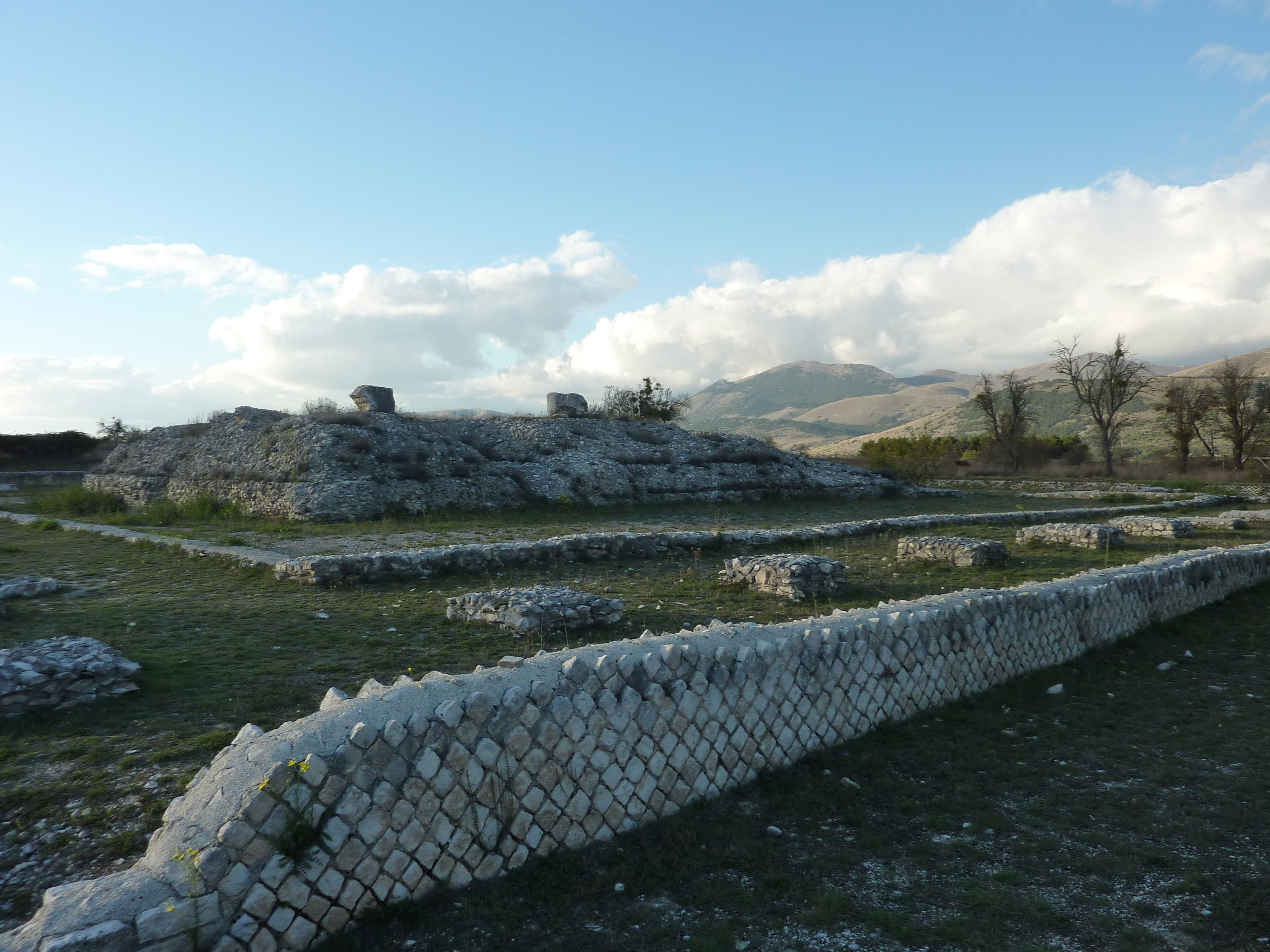
Resti del podio del tempio e perimetro della porticus

Del tempio, che si affacciava sulla piazza forense, è oggi visibile solo il nucleo in calcestruzzo e pochissimi dei blocchi di fondazione delle colonne del pronao, è ricostruibile come prostilo esastilo corinzio, con tre colonne sul prolungamento delle ante e una cella con colonnato forse a due ordini, con la base per la statua di culto aderente alla parete di fondo.
La cella del tempio è stata costruita al di sopra del punto di affioramento di una falda acquifera, che doveva costituire un elemento sacro già in epoca vestina, attestando una precisa volontà da parte dei Romani di mantenere tale sacralità.
Il rinvenimento di una mensa votiva frammentaria con dedica APELLUNE (= Apollini), riutilizzata come soglia di una delle tabernae prospicienti la via Claudia Nova, nell'area centrale della città, ha fatto ipotizzare che il tempio fosse dedicato ad Apollo. Tuttavia, l'scrizione, purtroppo mutila lascia spazio per ipotesi di più divinità associate nella dedica.
L'edificio, con una limitata area di rispetto intorno, è inquadrato da un portico ad U, ad un solo livello e a doppia navata con colonnato di spina. Il quarto lato, quello settentrionale, è chiuso da muri che uniscono il portico al tempio all'altezza del pronao. Erano presenti due ingressi sul lato settentrionale del portico (il lato che si affacciava sulla piazza del foro) e due nel punto più a sud dei bracci est ed ovest.
In età post-antica il tempio viene spoliato del materiale di rivestimento del nucleo cementizio. La situazione in cui si trovano alcuni blocchi relativi alla fondazione del colonnato del pronao mostra l'abbandono dell'attività dovuto a cause improvvise o a fessurazioni della pietra non volute nell'atto della lavorazione in loco.
L'opera di spoliazione del complesso sacro è stata quasi integrale: del portico sono rimasti solo alcuni plinti del lato ovest. Questo settore conserva per un minimo di alzato delle murature che hanno creato tre vani adibiti a laboratorio-residenza legati al recupero e alla rilavorazione dei materiali delle strutture della città romana.

### Teatro

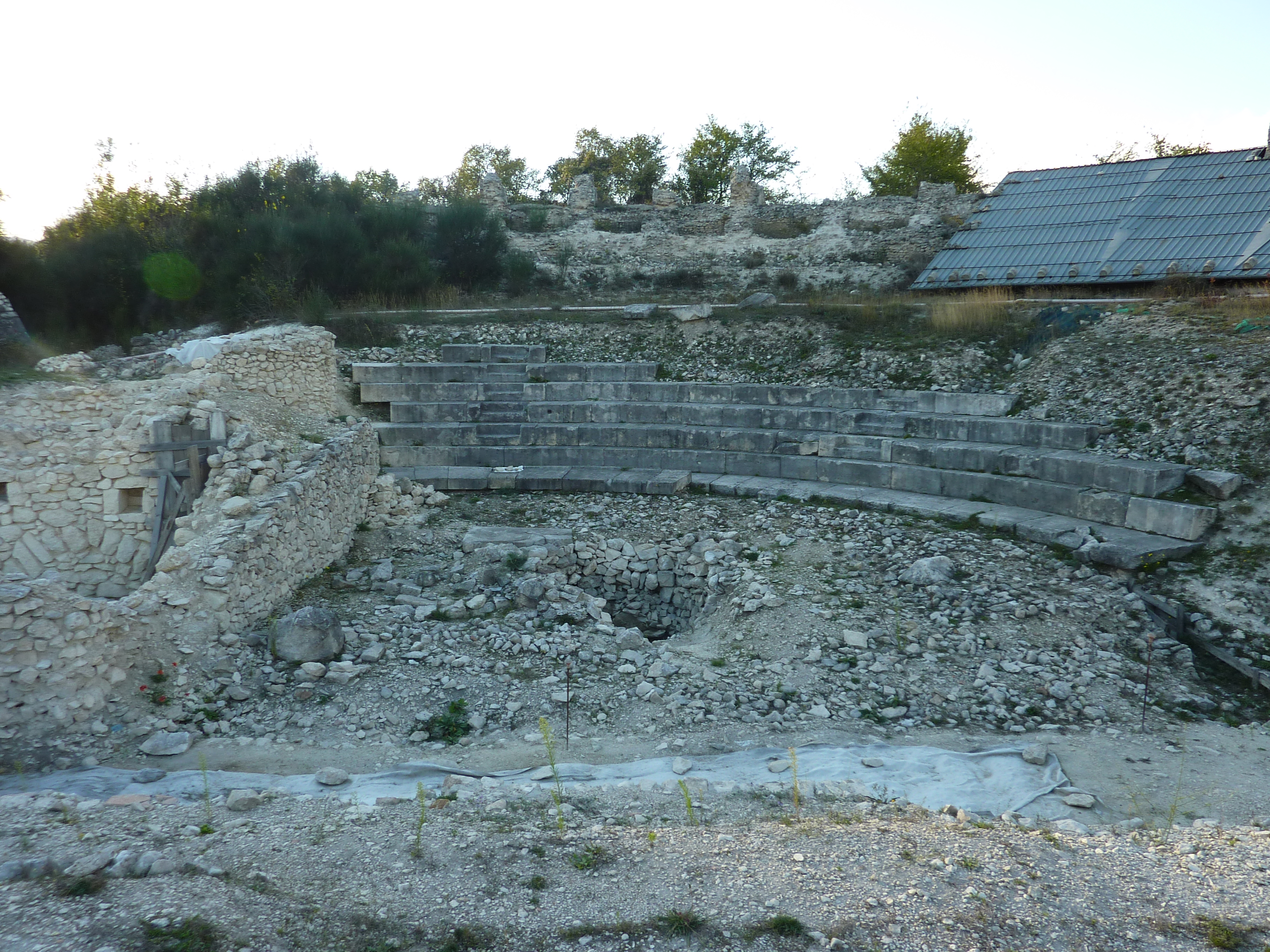
Il teatro

Il teatro è stato costruito appoggiando quasi integralmente i sedili per gli spettatori al pendio collinare; solamente il settore meridionale era sorretto da muri radiali. Questo sistema costruttivo faceva sì che il teatro avesse anche la funzione di contenimento del terreno della terrazza superiore su cui gravava il peso del tempio. In coincidenza con l'ingresso settentrionale del teatro una rampa collegava i due livelli. Nel corso del suo utilizzo il teatro fu colpito da vari terremoti di non grande intensità che causarono solo interventi di restauro; il sisma del V secolo, di proporzioni disastrose per la città, dette invece inizio all'attività di spoliazione che ha lasciato solo poche gradinate nella parte più bassa della cavea. Dell'area utilizzata per la rappresentazione sono ancora attualmente visibili parte del palcoscenico e le fondazioni della quinta scenica. Si conservano i pozzetti e la camera di manovra dell'auleum.
Come il tempio anche il teatro, dopo il terremoto del V secolo, divenne una cava di materiale edilizio. In un primo momento fu utilizzato per l'impianto di due forni da calce (calcare); successivamente, nella parte meridionale, dopo l'asportazione totale delle gradinate, fu costruito un quartiere operaio destinato alla rilavorazione dei materiali per alcune delle varie ricostruzioni della vicina chiesa di S. Paolo. In particolare, i materiali ceramici trovati in un ambiente inducono a legare l'impianto del cantiere alla fase di riedificazione successiva al terremoto del 1349. Nel periodo dell’incastellamento il settore meridionale del teatro è stato utilizzato per l’impianto di una struttura fortificata di avvistamento con funzione di controllo della valle a sud del pianoro.

### Edilizia residenziale
Seguendo il sentiero che ricalca il tracciato della via Claudia Nova, sono stati rinvenuti numerosi resti di domus. Queste erano costituite da muri realizzati con la tecnica del pisé su uno zoccolo di pietra, in alcuni casi rivestiti da un sottile strato di intonaco bianco.I pavimenti sono in battuto o a mosaico e le coperture erano munite di controsoffitto ad incannucciata. Attualmente i resti sono stati sepolti per favorirne la conservazione.